# Burg Vilbel
Die Burg Vilbel ist die Ruine einer Wasserburg in Bad Vilbel im Wetteraukreis nördlich von Frankfurt am Main in Hessen.

## Geschichte

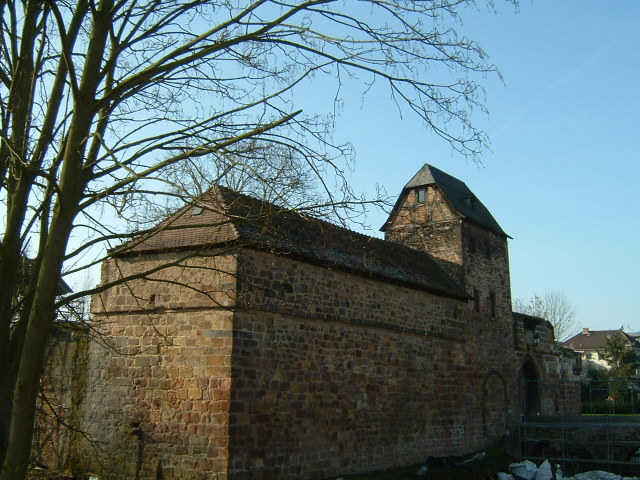
Eingang der Burg

Der Ort Vilbel wurde 774 erstmals in einer Schenkungsurkunde an das Kloster Lorsch genannt. Im 12. Jahrhundert bis 13. Jahrhundert wurde die heutige Burg als Wasserburg an der Nidda gebaut. Möglicherweise ging dieser eine ältere Turmhügelburg (Motte) zeitlich voraus.
1399 wurde sie wegen vorausgegangener Räubereien des Burgherren Bechtram V. von Vilbel von den Grafen Ulrich V. von Hanau und Philipp von Falkenstein belagert und zerstört; Bechtram wurde 1420 hingerichtet. 1409 bis 1414 wurde die Burg erneuert.
Die Burg fiel 1503 an die Eppsteiner. Die Burg war von 1590 bis 1803 kurmainzischer Amtssitz und wurde sowohl im 16. Jahrhundert als auch nochmals im 18. Jahrhundert erneuert und verstärkt. 1796 wurde die Burg durch französische Revolutionstruppen unter General Jean-Baptiste Kléber zerstört (→ Schlacht bei Friedberg) und blieb seitdem Ruine.

## Heutige Nutzung

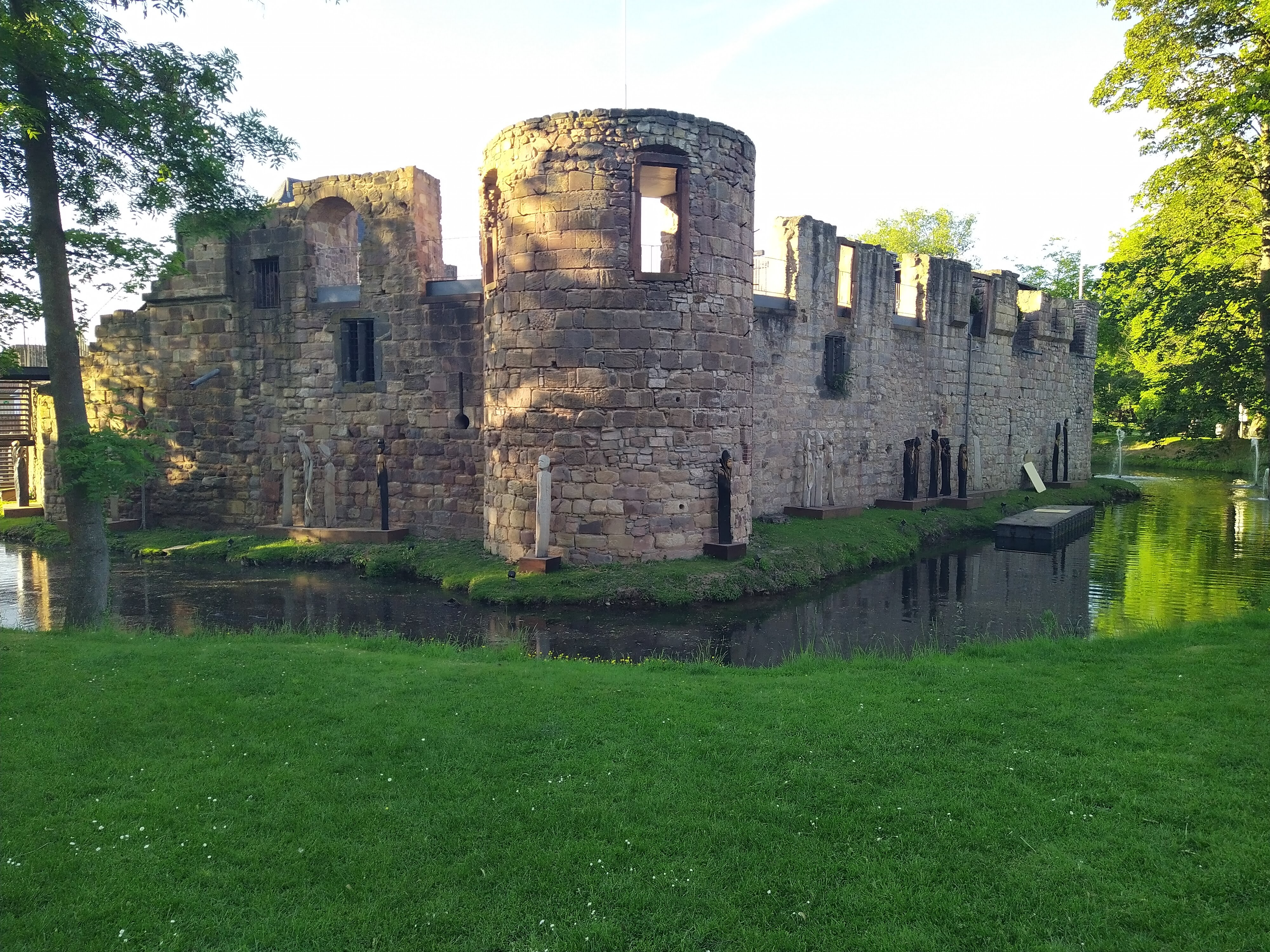
Die Ruinen der sechseckigen Ringmauer der Wasserburg aus dem Neuaufbau des 15. Jahrhunderts

Von 1955 bis 2017 beherbergte die Burgruine ein Heimat- und Brunnenmuseum, nachdem die Stadt Bad Vilbel die Burg erworben hatte. Aus dieser Zeit stammt auch der Wassergraben, der auch heute noch mit Wasser gefüllt ist. Durch das Wasser des Grabens entstanden erhebliche Schäden am Mauerwerk, das seither aufwändig saniert wurde. Es wird vermutet, dass die Burg in früheren Zeiten zwar über einen Graben verfügte, der aber trocken war und nur bei Bedarf geflutet wurde.
Im Burghof finden seit 1987 jährlich die Burgfestspiele Bad Vilbel statt.
Die Ruine der Wasserburg ist ein hessisches Kulturdenkmal aus geschichtlichen Gründen, da sie für das 15. Jahrhundert ein seltenes Beispiel einer Wasserburg in Hessen darstellt.

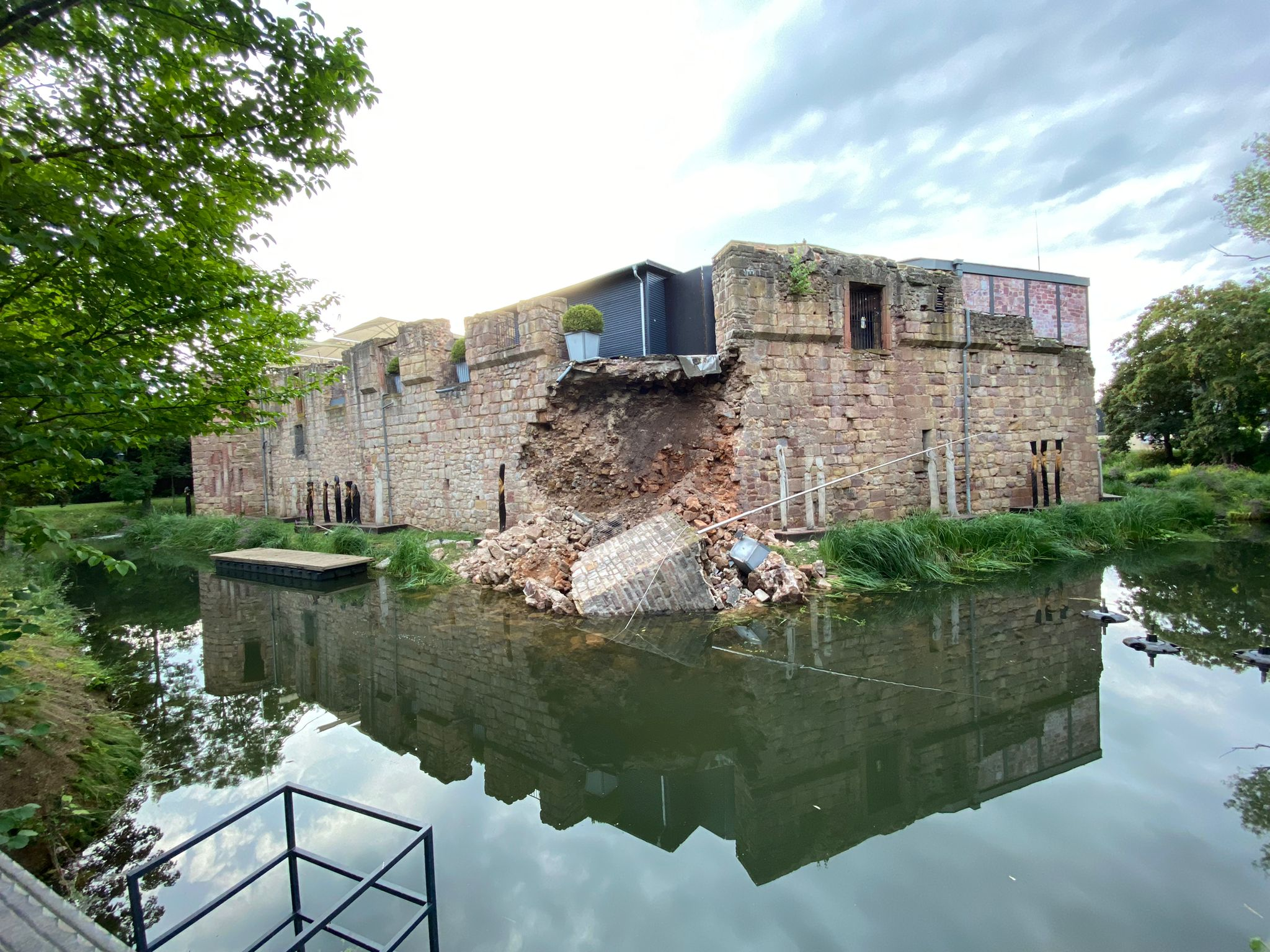
Burg Vilbel am 11. Juli 2024, durch Starkregen beschädigt

 Am 10. Juli 2024 brach auf der dem Publikum abgewandten Burgseite eine Ecke aus der Burgmauer. Die Sanierungsarbeiten beginnen nach Ende der laufenden Spielzeit.